# Claire Lenkova
Claire Lenkova (née à Zwickau, alors en RDA) est une illustratrice et auteur de bandes dessinées allemande.

## Biographie
Claire Lenkova a quitté encore enfant, en 1989, avec ses parents, l'Allemagne de l'Est et a grandi en Bavière.
Après le lycée, elle a fait des études à la Hochschule für Angewandte Wissenschaften HAW Hamburg Illustration.
Elle publie régulièrement des illustrations pour plusieurs journaux comme Die Zeit, le Frankfurter Rundschau et le Frankfurter Allgemeine Sonntagszeitung, des romans en bandes dessinées.
Elle vit et travaille à Hambourg.

## Expositions
- participation à l'exposition Farbwerte à la Monnaie de Berlin (octobre 2009)
- participation à l'exposition Kopfkino au Kunsthaus de Dresde (février 2008)
- participation à l'exposition Pinocchio à l'Istituto di Cultura Germanica, Bologne, Italie, avril 2007
- Herrenzimmer und Damensalon, Feinkunst Krüger, Hambourg, 2005. Reinraum, Dusseldorf, 2006
- ElbArt (foires et salons), Hambourg, 2006
- Claire Lenkova et Susanne Rothfuß, Gesammelte Wirklichkeiten, Hinterconti, Hambourg, 2006
- Exposition et nomination de la bande dessinée Musik, Comix International-Festival Fumetto, Lucerne, 2006
- Exposition et nomination de la bande dessinée Heimat, Comix International-Festival Fumetto, Lucerne, 2005

## Publications
- Tu t’es regardé ? dans Pommes d'amour - 7 Love Stories, chez Delcourt, Mirages, avec Paz Boïra, Verena Braun, Élodie Durand, Ulli Lust, Laureline Michon, Barbara Yelin, 2008  (ISBN 978-2-7560-1136-3) (en allemand : Pomme d’amour - 7 Geschichten über die Liebe, Die Biblyothek, Leipzig 2008  (ISBN 978-3-9810480-7-0))
- Grenzgebiete – eine Kindheit zwischen Ost und West, Gerstenberg-Verlag, Hildesheim, 2009,  (ISBN 978-3-8369-5247-7)
- Alle meine Freunde, Verlag Antje Kunstmann, Munich, 2008,  (ISBN 978-3-88897-503-5)